# Un siglo de cine
Un siglo de cine (título original: A Century of Cinema) es un documental estadounidense de 1994, dirigido por Caroline Thomas, escrito por Bob Thomas, ambos son parte del equipo de producción y el elenco está compuesto por Richard Attenborough, Dan Aykroyd, Kim Basinger y Milton Berle, entre otros. Esta obra se estrenó el 11 de octubre de 1994.

## Sinopsis
Se dan a conocer una gran cantidad de entrevistas con algunas de las celebridades del cine más destacadas del siglo XX.